# Christuskirche
Christuskirche ou Igreja Evangélica Luterana de Roma é uma igreja luterana evangélica no rione Ludovisi de Roma, Itália, construída entre 1910 e 1922 sob a direção de Franz Heinrich Schwechten, o responsável pela Kaiser-Wilhelm-Gedächtniskirche de Berlim, Alemanha.
Em 11 de dezembro de 1983, o papa João Paulo II visitou a igreja e participou de um serviço ecumênico, a primeira vez que um papa visitou uma igreja luterana. O evento se deu 500 anos depois do nascimento de Martinho Lutero, o monge agostiniano alemão que iniciou a Reforma Protestante.
Em 14 de janeiro de 2015, a missa funeral da atriz sueca Anita Ekberg foi realizada ali.

## Galeria

Imagens da igreja
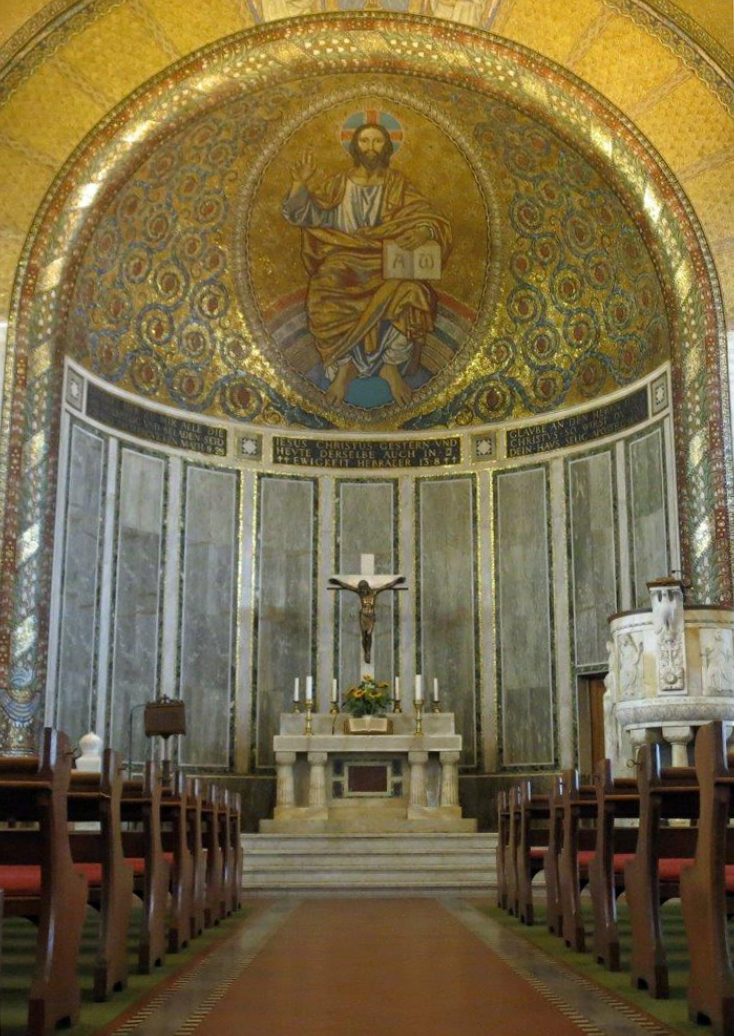
Altar-mor e o interior da abside